# Meer (Antwerpen)
Meer is een dorp in de Belgische provincie Antwerpen en een deelgemeente van de Kempense stad Hoogstraten. Meer was een zelfstandige gemeente tot aan de gemeentelijke herindeling van 1977. Meer staat vooral bekend om zijn productie van aardbeien.

## Toponymie
Het toponiem "Meer" is vermoedelijk afkomstig van het Germaanse woord Mari, dat moeras, meer of plas betekende.

## Geschiedenis
In de omgeving van Meer zijn voorwerpen uit de Federmessercultuur aangetroffen en wel op de Meirberg, een landduin dat na de laatste ijstijd is ontstaan.
Meer werd voor het eerst schriftelijk vermeld in 1216, als Mera of Mere. Het was oorspronkelijk onderdeel van het Land van Breda. De eerst bekende heer was Wouter Van Meer. Hij stichtte een parochie in de 2e helft van de 12e eeuw. Het patronaatsrecht van de parochie kwam aan de Sint-Michielsabdij te Antwerpen.
Tot 1278, toen Margaretha Van Meer overleed, was Meer een allodium, daarna werd het een deel van  het Land van Hoogstraten.
Meer was een zelfstandige gemeente van 1794 tot 1976, toen het een deelgemeente werd van de fusiegemeente Hoogstraten.

## Natuur en landschap
Het dorp ligt op de linkeroever van de Mark en maakt deel uit van de Noorderkempen. De hoogte bedraagt ongeveer 15 meter. Het belangrijkste natuurgebied is het Rommensbos, waarin zich nog hoogveenrestant bevindt.

## Bezienswaardigheden
- De Onze-Lieve-Vrouw-Bezoekingkerk is een voorbeeld van de neogotische bouwstijl.
- Het Kasteel ter Meiren
- Het Kasteel Zwaluwenhof
- Het Kasteel Maxburg
- De Sint-Rosaliakapel

## Demografische ontwikkeling
- Bronnen:NIS, Opm:1806 tot en met 1970=volkstellingen; 1976 = inwoneraantal op 31 december

## Mobiliteit

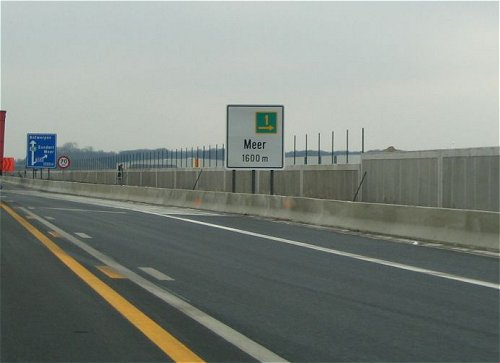
A1/E19, afrit Meer

Meer ligt aan de A1/E19, vlak bij de grensovergang Meer (aan Nederlandse zijde grensovergang Hazeldonk geheten). Hier gaat de A1 over in de Nederlandse A16.
Hier gaat tevens de Belgische HSL 4 over in de Nederlandse HSL Zuid.

## Sport
Meer heeft een voetbalploeg (KFC Meer) die tijdens het seizoen 2012-2013 kampioen speelde in 4e provinciale Antwerpen en vanaf 2013-2014 opnieuw aantrad in 3e provinciale Antwerpen . Voormalig Club Brugge-speler Fons Bastijns werd hier opgeleid.

#### Lijst van burgemeesters

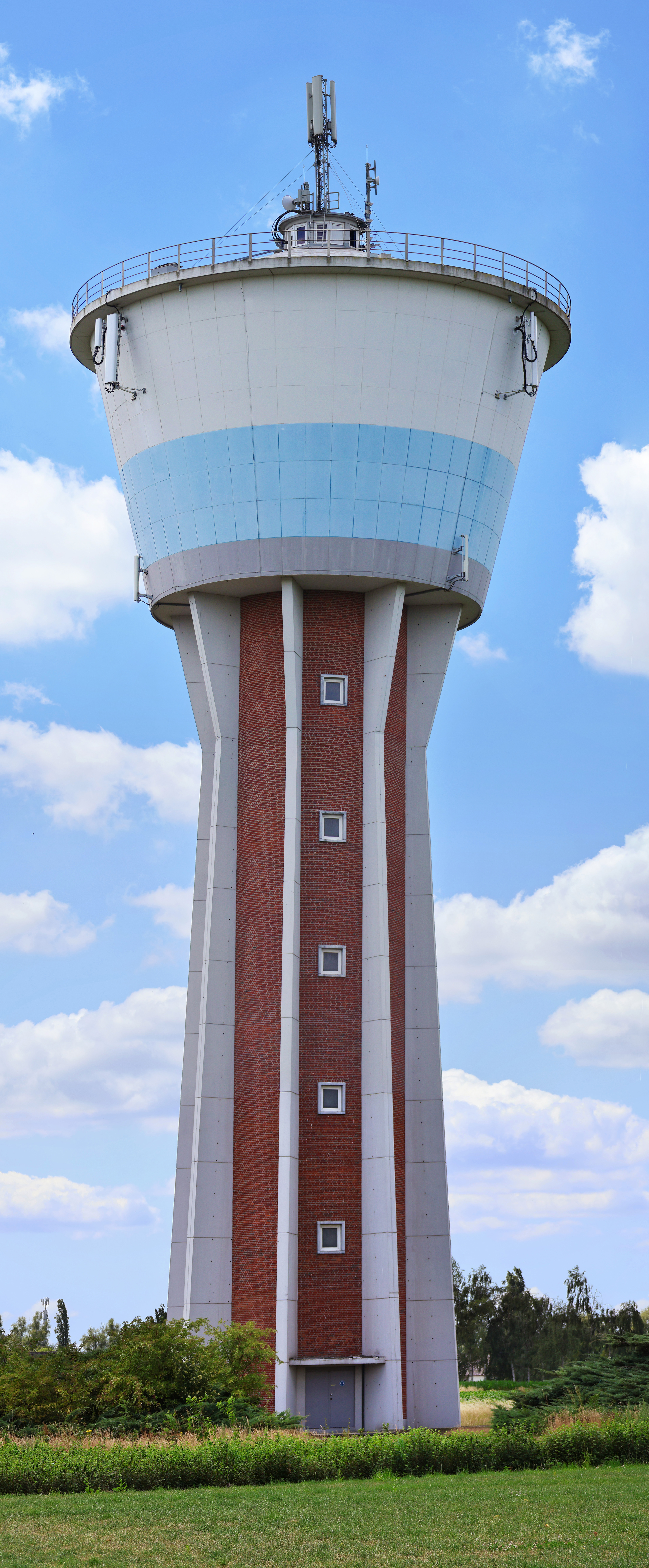
Watertoren

## Politiek

### Geschiedenis

#### Lijst van burgemeesters[2]
| Tijdspanne | Tijdspanne  | Burgemeester                   |
| ---------- | ----------- | ------------------------------ |
|            | 1800 - 1813 | Adrianus Loostermans           |
|            | 1813 - 1818 | Joannes Franciscus Verbist     |
|            | 1818 - 1844 | Joannes Petrus Mertens         |
|            | 1844 - 1845 | Adrianus Verheyen (waarnemend) |
|            | 1845 - 1885 | Cornelius Michielsen           |
|            | 1885        | Jacobus Van Hoeck (waarnemend) |
|            | 1885 - 1899 | Petrus Joseph Michielsen       |
|            | 1899 - 1900 | Adrianus Voeten (waarnemend)   |
|            | 1900 - 1906 | Antoon Versteylen              |
|            | 1906 - 1921 | Frans Van Aelst                |
|            | 1921 - 1940 | Jozef Vermeulen (UCB)          |
|            | 1941 - 1952 | Julius Mertens (UCB / CVP)     |
|            | 1953 - 1968 | Paul Aloïs Rommens (CVP)       |
|            | 1969 - 1971 | Willem Janssens                |
|            | 1971 - 1976 | Alfons Sprangers               |

## Geboren in Meer
- Fons Bastijns (1947-2008), voetballer
- Pieter Faes (1750-1814), kunstschilder
- Fons Sprangers (1928-2013), burgemeester

## Nabijgelegen kernen
Meersel-Dreef, Meerle, Minderhout, Loenhout, Zundert